# Debendranath Tagore
Debendranath Tagore (15 de maio de 1817 – 19 de janeiro de 1905; nome de nascimento: Debendronath Thakur) foi um filósofo indiano e reformador religioso, ativo no Brahmo Samaj (anteriormente chamado Bhramho Sabha) ("Sociedade de Brahma", também traduzido como Sociedade de Deus). Ele se juntou ao Brahmo Samaj em 1842. Foi o fundador, em 1848, da religião Brahmo, que hoje é sinônimo de Brahmoísmo. Nascido em Shilaidaha, seu pai foi o industrial Dwarakanath Tagore; ele próprio teve 14 filhos, muitos dos quais, incluindo o poeta vencedor do Prêmio Nobel, Rabindranath Tagore, fizeram contribuições artísticas ou literárias significativas para a sociedade.

## Thakur Bari (Casa dos Tagores)
Debendranath Tagore nasceu do famoso industrial Dwarakanath Tagore, que era chamado de 'Príncipe' por causa de seu estilo de vida extravagante, e Digambari Devi, uma senhora muito piedosa, na família Tagore em Jorasanko, popularmente conhecida como Jorasanko Thakur Bari no noroeste de Kolkata, que mais tarde foi convertida em um campus da Universidade Rabindra Bharati. A família Tagore, com mais de trezentos anos de história, tem sido uma das principais famílias de Calcutá, e é considerada uma influência fundamental durante o Renascimento de Bengala. A família produziu várias pessoas que contribuíram substancialmente nos campos dos negócios, reforma social e religiosa, literatura, arte e música. Seus irmãos foram Girindranath Tagore (n.1820) e Nagendranath Tagore (n.1829).

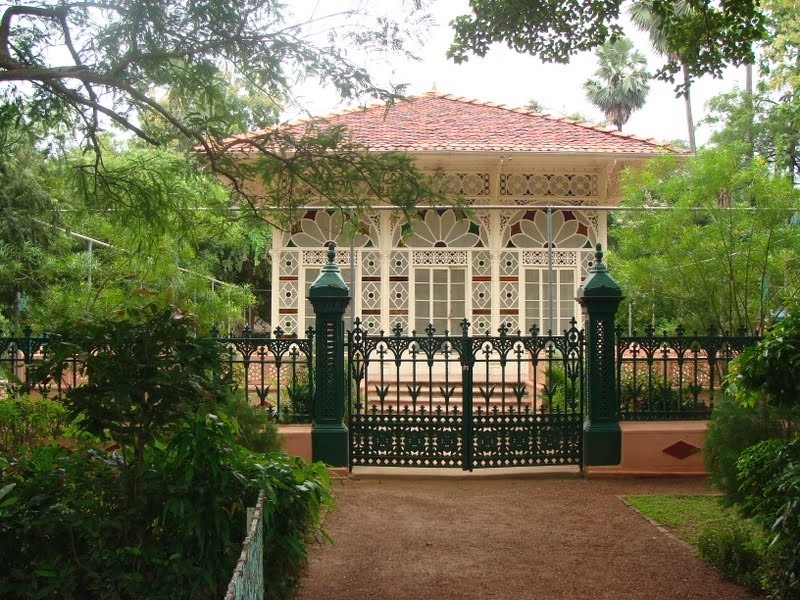
Upasana Griha (Salão de Oração) em Santiniketan, construído por Debendranath Tagore em 1863.

## Educação e trabalho
Debendranath estudou em casa de 1820 a 1827. Em 1829, foi admitido no Anglo Hindu College estabelecido por Raja Rammohan Roy. Depois de estudar lá por algum tempo, começou a cuidar da propriedade e dos negócios de seu pai, bem como de filosofia e religião. Quando seu avô morreu em 1838, ele teve uma mudança mental. Tornou-se interessado em religião e começou a estudar vários assuntos, incluindo Mahabharata, Upanishads e filosofia Oriental-Ocidental. Como resultado, desenvolveu um desejo de espiritualidade. Ele estabeleceu o "Tattwara Jani Sabha" (1839), que mais tarde foi renomeado como Tattwabodhini Sabha. Nessa época, ele publicou uma tradução bengali do Katha Upanishad (1840).
Em 1842, Debendranath assumiu o comando da Tattwabodhini Sabha e do Brahmo Samaj. No ano seguinte, a Revista Tattwabodhini foi publicada com seu próprio dinheiro sob a edição de Akshay Kumar Datta. Nesse jornal, os Upanishads foram publicados com a erudição e tradução bengali de Debendranath. Com os esforços de Debendranath, as reuniões públicas foram iniciadas sobre os Vedas. Em 1844, Debendranath introduziu o primeiro método de Brahmopasana e a partir do ano seguinte ele foi usado no Brahmo Samaj. Como resultado de seu longo estudo das escrituras, ele percebeu que não era possível lançar os fundamentos do Brahmanismo apenas nos Upanishads. Assim, a partir de 1848, ele começou gradualmente a publicar uma tradução do Rig Veda na revista Tattwabodhini, que foi publicada em uma biblioteca chamada Brahmo Dharma (1869). Em 1850, outro de seus livros, Atmattvavidya, foi publicado. Em 1853, foi nomeado secretário da Tattwabodhini Sabha e em 1859 estabeleceu a Brahma Vidyalaya.
Debendranath interrompeu a pooja-parvanadi e introduziu festivais como 'Magh Utsav', 'Ano Novo', 'Diksha Din' etc. Em 1867, comprou um grande pedaço de terra chamado Bhubandaga em Birbhum e estabeleceu um ashram. Este ashram é o famoso Santiniketan de hoje. Ele também foi um dos fundadores da Sociedade Bethune da Instituição Hindu de Caridade.
Debendranath esteve ativamente envolvido na política por algum tempo. Quando a Associação Indiana Britânica foi estabelecida em 31 de outubro de 1851, ele foi nomeado seu secretário. Ele fez o seu melhor para renunciar ao imposto chowkidari dos pobres aldeões e enviou uma carta ao Parlamento britânico exigindo a autonomia da Índia. Debendranath era entusiasta da prática do casamento de viúvas, mas era contra o casamento infantil e a poligamia. Ele também fez uma contribuição especial para a difusão da educação. Em 1867, Radhakanta Dev conferiu-lhe o título de 'Protetor da Religião Nacional' e 'Maharshi' pelo Brahmo Samaj para proteger a juventude indiana da influência do cristianismo.

## Livros
- Brahmo Dharma (1848); Tradução para o inglês por Hem Chandra Sarkar em 1928.
- Brahma Dharmo Grantho (1851)
- Atmatatto Bdya (1852)
- Brahma Dharmer Mot O Biswas (1860)
- Kalikata Bramha Samajer Baktrita (1862)
- Gyan O Dharmer Unnati (1893)
- Porolo O Mukti (1895)[10]